# Дэниелс, Ли
Ли Луи́ Дэ́ниелс (англ. Lee Louis Daniels; род. 24 декабря 1959) — американский кинорежиссёр, продюсер и актёр. Наиболее известен по работе над фильмом «Сокровище», который был номинирован на премию «Оскар» в шести номинациях, в том числе как лучший фильм и лучшая режиссёрская работа.

## Ранние годы
Ли Дэниэлс (Lee Louis Daniels) родился 24 декабря 1959 году в Филадельфии, штат Пенсильвания, США. После окончания Radnor High School, он отправился учиться в Университет Линденвуд штате Миссури.

## Карьера
Фильм «Бал монстров» стал дебютом для Ли в качестве продюсера. Главную роль в фильме сыграла Хэлли Берри, впоследствии ставшая первой афроамериканкой, получившей «Оскара» за главную женскую роль.
В 2005 году Дэниелс становится режиссёром фильма «Война теней» в котором снялись Хелен Миррен, Кьюба Гудинг младший, Стивен Дорфф, Мо'Ник и другие. Ли Дэниелс был номинирован в категории «Лучший новый режиссёр» на Кинофестивале в Сан-Себастьяне.
В 2009 году он начинает работу над фильмом «Сокровище», который рассказывает нам историю о 16-летней чернокожей, беременной, страдающей ожирением школьнице, которая подвергалась сексуальному насилию со стороны собственного отца. Фильм был впервые показан на Кинофестивале «Сандэнс». Также фильм был номинирован на премию «Оскар» в шести номинациях, а сам Дэниелс номинировался в качестве лучшего режиссёра.
В 2012 году вышел его новый фильм «Газетчик» в котором снялись такие актёры как Мэттью Макконахи, Зак Эфрон, Джон Кьюсак и Николь Кидман. Фильм участвовал в 65-м Каннском кинофестивале и претендовал на «Золотую пальмовую ветвь».

## Личная жизнь

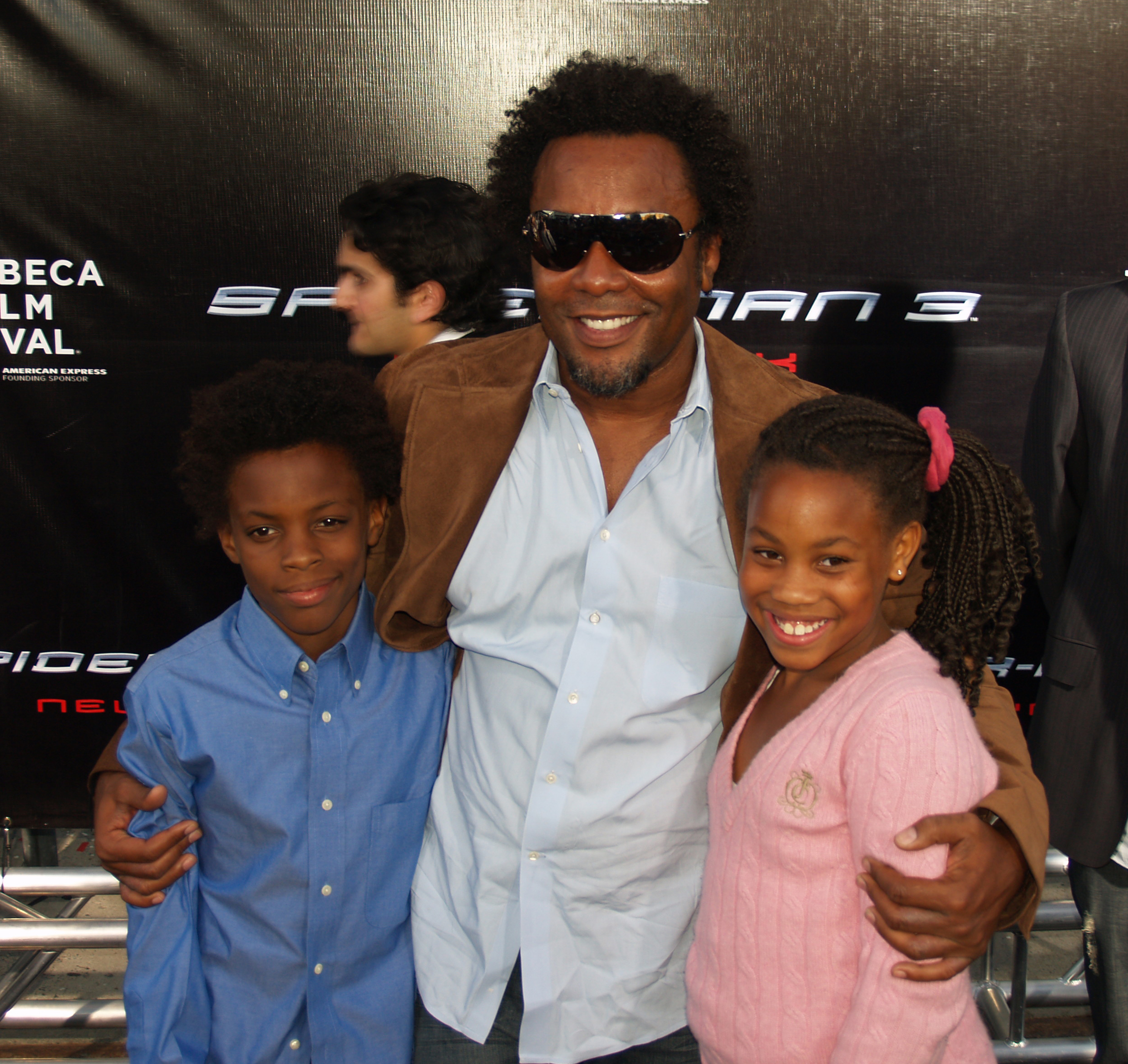
Ли Дэниелс со своими приёмными детьми в 2007 году

Ли Дэниелс является открытым геем. Живёт в Нью-Йорке. Вместе со своим бывшим партнёром, кастинг-директором Билли Хопкинсом они усыновили двух детей, биологических племянников Ли — Клару и Лиама. В дальнейшем Дэниэлс и Хопкинс расстались, и начиная с 2009 года Ли живёт вместе с Энди Сфорцини.

## Фильмография
| Год  | Название фильма    | Оригинальное название  | Роль                          |
| ---- | ------------------ | ---------------------- | ----------------------------- |
| 2015 | Империя            | Empire                 | режиссёр, продюсер, сценарист |
| 2013 | Дворецкий          | The Butler             | режиссёр                      |
| 2012 | Газетчик           | The Paperboy           | режиссёр                      |
| 2009 | Сокровище          | Precious               | режиссёр, продюсер            |
| 2008 | Теннесси           | Tennessee              | продюсер                      |
| 2005 | Война теней        | Shadowboxer            | режиссёр, продюсер, актёр     |
| 2004 | Дровосек           | The Woodsman           | продюсер                      |
| 2004 | Агнес и его братья | Agnes and His Brothers | актёр                         |
| 2002 | Бал монстров       | Monster’s Ball         | продюсер                      |